# Alec Jeffreys
Sir Alec John Jeffreys (Oxford, 9 gennaio 1950) è un genetista britannico.
Ha inventato le tecniche di fingerprinting genetico del DNA, rivoluzionando le tecniche di identificazione nella scienza forense.

## Biografia
Jeffreys trascorse i primi sei anni della sua vita a Oxford; nel 1956 la famiglia si trasferì a Luton. Jeffreys sviluppò un precoce interesse per la scienza, influenzato dal padre e dal nonno paterno, che ottenne una serie di brevetti. All'età di otto anni il padre gli regalò un set da piccolo chimico, che ampliò nel giro di pochi anni con altre sostanze chimiche, compresa una piccola bottiglia di acido solforico. Jeffreys ricorda che le piccole esplosioni gli piacevano molto, ma uno schizzo accidentale di acido solforico gli provocò una bruciatura che gli ha lasciato una cicatrice permanente sul mento (ora nascosta dalla barba). Il padre gli regalò anche un microscopio di ottone che egli utilizzò per esaminare campioni biologici. Dopo la maturità Jeffreys frequentò il Merton College all'Università di Oxford laureandosi in biochimica nel 1972. Nel 1975 ottenne il PhD con una tesi sui mitocondri delle cellule coltivate di mammiferi. In seguito trascorse un periodo presso l'Università di Amsterdam, lavorando sui geni dei mammiferi. Dal 1977 ha lavorato presso l'Università di Leicester, dove nel 1984 scoprì un metodo per evidenziare le variazioni del DNA di individui differenti, inventando e sviluppando il fingerprinting genetico.
Jeffrey è sposato con Sue Miles dal 1971; hanno due figlie nate nel 1979 e nel 1983.

## Fingerprinting genetico
Il 10 settembre 1984 Jeffrey ebbe un lampo d'illuminazione nel suo laboratorio a Leicester esaminando ai raggi X i risultati di un esperimento sul DNA: inaspettatamente si osservavano sia similitudini che differenze tra il DNA di vari membri della famiglia di un suo tecnico. Nel giro di mezz'ora capì i possibili campi d'applicazione del fingerprinting genetico, che sfrutta la variabilità del codice genetico per identificare diversi individui. Il metodo è diventato di primaria importanza nella scienza forense per aiutare le indagini di polizia, nonché per risolvere problemi di paternità e di immigrazione. Il metodo può essere applicato anche a specie diverse dall'uomo, ad esempio in studi di genetica delle popolazioni di animali selvatici. Prima della commercializzazione del suo metodo nel 1987, il suo laboratorio era l'unico in grado di eseguire un fingerprinting genetico, ed era di conseguenza oberato di richieste provenienti da tutto il mondo.
Il metodo di Jeffrey fu messo in pratica per la prima volta nel 1985 quando gli fu richiesto aiuto per un caso contestato di immigrazione, per confermare l'identità di un ragazzo britannico la cui famiglia era originaria del Ghana. Il caso fu risolto quando l'analisi del DNA stabilì che il ragazzo era strettamente imparentato agli altri componenti della famiglia, e Jeffrey vide il sollievo sul volto della madre nel sentire il risultato. Il primo utilizzo del fingerprinting genetico per un'analisi di polizia fu l'identificazione dell'assassino di due adolescenti, Lynda Mann e Dawn Ashworth, rapite e uccise a Narborough (Leicestershire) rispettivamente nel 1983 e nel 1986. Colin Pitchfork fu identificato e condannato per il loro omicidio dato che campioni prelevati dal suo sperma corrispondevano ai campioni prelevati dalle due ragazze morte. Questo fu un caso di identificazione particolarmente significativo, senza il quale sarebbe stato inevitabilmente condannato un innocente. Infatti l'analisi di Jeffrey non solo identificò il vero assassino, ma anche scagionò Richard Buckland, inizialmente sospettato degli omicidi. Nel 1992, i metodi di Jeffreys furono usati per confermare l'identità del nazista Josef Mengele, morto nel 1979, mettendo a confronto il DNA ottenuto da un osso del femore del suo scheletro riesumato con il DNA della sua vedova e di suo figlio.

## Riconoscimenti
Tra i più significativi riconoscimenti ricevuti da Jeffrey figurano:
- 1986 - Eletto membro della Royal Society
- 1996 - Albert Einstein World Award of Science del World Cultural Council
- 2004 - Medaglia Royal della Royal Society
- 2005 - Premio Lasker-DeBakey per la ricerca medica clinica
- 2005 - Eletto membro della Accademia nazionale delle scienze (Stati Uniti d'America)
- 2014 - Medaglia Copley della Royal Society